# Cayapa-Colorado jezici
Cayapa-Colorado jezici, malena skupina barbakoanskih jezika koji se govore u džunglama Ekvadora. Obuhvaća svega dva jezika, to su: Chachi ili chachi [cbi], 23.500 govornika (2001), i Colorado ili tsachila, tsafiki [cof], s 2.300 govorrnika (2000 SIL).
Skupina cayapa-colorado zajedno sa skupinama andaqui (1), coconucan (2) i pasto (2) čini porodicu barbacoa

## Vanjske poveznice
- Ethnologue (14th)
- Ethnologue (15th)